# Mastixis galealis
Mastixis galealis är en fjärilsart som beskrevs av Felder 1874. Mastixis galealis ingår i släktet Mastixis och familjen nattflyn. Inga underarter finns listade i Catalogue of Life.